# S. Epatha Merkerson
Sharon Epatha Merkerson, dite S. Epatha Merkerson, est une actrice américaine, née le 28 novembre 1952 à Saginaw, dans le Michigan.

## Biographie
Sharon Epatha Merkerson est née le 28 novembre 1952 à Saginaw, Michigan. Ses parents se sont séparés quand elle avait 5 ans. Sa mère l’a élevée seule, ayant 4 enfants de plus.
Elle suivait les cours à l'université de l'Est du Michigan et à l'université de l'Indiana à Bloomington, mais c’est à l'Université de Wayne State qu'elle a obtenu son baccalauréat en beaux-arts dans le domaine de théâtre,.

## Carrière
Elle débute en 1986 au cinéma dans le film de Spike Lee, Nola Darling n'en fait qu'à sa tête. La même année, elle est au casting de la série Pee-wee's Playhouse, jusqu'en 1990.
En 1990, elle revient au cinéma dans plusieurs films : Loose Cannons de Bob Clark,Navy Seals : Les Meilleurs de Lewis Teague et L'Échelle de Jacob d'Adrian Lyne. 
L'année suivante, elle à l'affiche de Terminator 2 : Le Jugement dernier de James Cameron, puis cette même année, elle accède à la notoriété grâce au rôle du Lieutenant Anita Van Buren dans la série New York, police judiciaire entre 1993 et 2010.
En 1999, elle tourne sous la direction de Sydney Pollack dans L'Ombre d'un soupçon avec Harrison Ford et Kristin Scott Thomas (entre autres).
En 2006, elle remporte un Golden Globe, un Screen Actors Guild Award et un Emmy Award pour son rôle dans le téléfilm dramatique Lackawanna Blues.
En 2012, elle joue dans le biopic historique Lincoln de Steven Spielberg.
Depuis novembre 2015, elle incarne Sharon Goodwin dans la série médicale Chicago Med, créé par Dick Wolf (également créateur de New York, police judiciaire), aux côtés notamment de Torrey DeVitto, Oliver Platt, Yaya DaCosta. Il s'agit d'une série dérivée de Chicago Fire et de Chicago PD dans lesquelles son personnage intervient de manière récurrente.

## Filmographie

### Cinéma

#### Longs métrages
- 1986 : Nola Darling n'en fait qu'à sa tête (She's Gotta Have It) de Spike Lee : Dr Jamison
- 1990 : Loose Cannons de Bob Clark : Rachel
- 1990 : Navy Seals : Les Meilleurs (Navy SEALs) de Lewis Teague : Jolena
- 1990 : L'Échelle de Jacob (Jacob's Ladder) d'Adrian Lyne : Elsa
- 1991 : Terminator 2 : Le Jugement dernier (Terminator 2 : Judgment Day) de James Cameron : Tarissa Dyson
- 1999 : L'Ombre d'un soupçon (Random Hearts) de Sydney Pollack : Nea
- 2001 : The Rising Place de Tom Rice : Lessie Watson
- 2003 : Radio de Michael Tollin : Maggie
- 2004 : Père et Fille (Jersey Girl) de Kevin Smith : La médecin
- 2007 : Black Snake Moan de Craig Brewer : Angela
- 2007 : Slipstream d'Anthony Hopkins : Bonnie
- 2009 : The Six Wives of Henry Lefay de Howard Michael Gould : Effa
- 2009 : Mother and Child de Rodrigo Garcia : Ada
- 2012 : Lincoln de Steven Spielberg : Lydia Smith
- 2013 : Peeples de Tina Gordon : Daphne Peeples
- 2015 : The Challenger de Kent Moran : Jada
- 2016 : Year by the Sea de Alexander Janko : Liz

#### Court métrage
- 2016 : You Can Go de Christine Turner : Mrs. Bryant

### Télévision

#### Séries télévisées
- 1986 - 1990 : Pee-wee's Playhouse : Reba
- 1988 : Cosby Show : Elen
- 1988 : Beverly Hills Buntz : La femme de ménage
- 1990 : Equal Justice : Mme Walters
- 1991 - 2010 : New York, police judiciaire (Law and Order) : Lieutenant Anita Van Buren
- 1992 : ABC Afterschool Special : Ruth Clayton
- 1992 : Mann & Machine : Capt. Margaret Claghorn
- 1992 - 1993 : Here and Now : Mme St. Marth
- 1993 : South Beach : Madame Bouchard
- 1999 : American Masters : Eslanda Robeson (voix)
- 2000 : Frasier : Dr. McCaskill
- 2002 : New York, section criminelle (Law and Order : Criminal Intent) : Lieutenant Anita Van Buren
- 2005 : New York, cour de justice (Law and Order : Trial by Jury) : Lieutenant Anita Van Buren
- 2007 : The Closer : L.A. enquêtes prioritaires (The Closer) : Dr Rebecca Diol
- 2008 : American Masters : La narratrice (voix)
- 2009 : Great Performances : La narratrice (voix)
- 2012 : Drop Dead Diva : Juge Hiller
- 2013 : The Good Wife : Juge Melanie Ellis
- 2013 : Deception : Beverly
- 2015 : Being Mary Jane : La mère de Mark
- 2015 - 2019 : Chicago Police Department (Chicago P.D) : Sharon Goodwin
- 2015 - 2019 : Chicago Fire : Sharon Goodwin
- 2015 - présent : Chicago Med : Sharon Goodwin

#### Téléfilms
- 1988 : Christmas at Pee Wee's Playhouse de Wayne Orr et Paul Reubens : Reba
- 1989 : Elysian Fields de Joan Tewkesbury : Jimmie
- 1990 : Moe's World de Kevin Rodney Sullivan : La mère de Moe
- 1993 : It's Nothing Personal de Bradford May : Louise Waters
- 1994 : La Dernière chance d'Annie (A Place for Annie) de John Gray : Alice
- 1995 : Le Combat pour la vie de Larry Elikann : Ruby
- 1996 : Le Silence de Laura de Fred Gerber : Barbara
- 1998 : Trop tard pour être mère ? (An Unexpected Life) de David Hugh Jones : Beverly Hawkins
- 1998 : Le Retour de l'inspecteur Logan (Exiled : A Law and Order Movie) de Jean de Segonzac : Lieutenant Anita Van Buren
- 2001 : Affaires de femmes (A Girl Thing) de Lee Rose : Lani
- 2005 : Lackawanna Blues de George C. Wolfe : Rachel "Nanny" Crosby
- 2007 : Conséquences (Girl, Positive) de Peter Werner : Ariel Winters
- 2014 : Gabby Douglas: une médaille d'or à 16 ans de Gregg Champion : Miss Caroline

### Jeux vidéo
- 2002 : Law & Order : Dead on the Money : Lieutenant Anita Van Buren (voix)
- 2003 : Law & Order II : Double or Nothing : Lieutenant Anita Van Buren (voix)

### En tant que réalisatrice
- 2012 : The Contradictions of Fair Hope avec Whoopi Goldberg (documentaire - également productrice exécutive)

## Distinctions

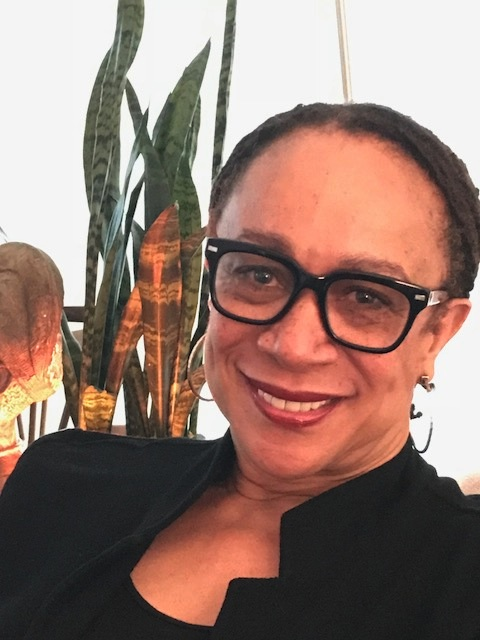
En 2017.

Sauf indication contraire ou complémentaire, les informations mentionnées dans cette section proviennent de la base de données IMDb.

### Récompenses
- Character and Morality in Entertainment Awards 2005 : Prix Camie du meilleur film pour Radio[4]
- Gold Derby Awards 2005 : meilleure actrice dans une mini-série ou un téléfilm pour Lackawanna Blues
- Online Film & Television Association 2005 : meilleure actrice dans une mini-série ou un téléfilm pour Lackawanna Blues
- Primetime Emmy Awards 2005 : meilleure actrice dans une mini-série ou un téléfilm pour Lackawanna Blues
- Black Reel Awards 2006 : meilleure actrice de télévision pour Lackawanna Blues
- Golden Globes 2006 : meilleure actrice dans une mini-série ou un téléfilm pour Lackawanna Blues
- Gracie Allen Awards 2006 : meilleure actrice dans une mini-série ou un téléfilm pour Lackawanna Blues
- NAACP Image Awards 2006 : 
  - meilleure actrice dans un second rôle dans une série télévisée dramatique pour New York - Police judiciaire
  - meilleure actrice dans une mini-série ou un téléfilm pour Lackawanna Blues
- Prism Awards 2006 : meilleure actrice dans une mini-série ou un téléfilm pour Lackawanna Blues
- Screen Actors Guild Awards 2006 : meilleure actrice dans une mini-série ou un téléfilm pour Lackawanna Blues
- NAACP Image Awards 2010 : meilleure actrice dans un second rôle dans une série télévisée dramatique pour New York - Police judiciaire
- NAACP Image Awards 2011 : meilleure actrice dans un second rôle dans une série télévisée dramatique pour New York - Police judiciaire
- Best Actors Film Festival 2016 : meilleure distribution dans un film dramatique pour Year by the Sea[5]

### Nominations
- Screen Actors Guild Awards 1995 : meilleure distribution pour une série télévisée dramatique dans New York - Police judiciaire
- Screen Actors Guild Awards 1996 : meilleure distribution pour une série télévisée dramatique dans New York - Police judiciaire
- NAACP Image Awards 1997 : meilleure actrice dans une série télévisée dramatique pour New York - Police judiciaire
- Screen Actors Guild Awards 1997 : meilleure distribution pour une série télévisée dramatique dans New York - Police judiciaire
- NAACP Image Awards 1998 : meilleure actrice dans une série télévisée dramatique pour New York - Police judiciaire
- Screen Actors Guild Awards 1998 : meilleure distribution pour une série télévisée dramatique dans New York - Police judiciaire
- NAACP Image Awards 1999 : meilleure actrice dans une série télévisée dramatique pour New York - Police judiciaire
- Screen Actors Guild Awards 1999 : meilleure distribution pour une série télévisée dramatique dans New York - Police judiciaire
- Screen Actors Guild Awards 2000 : meilleure distribution pour une série télévisée dramatique dans New York - Police judiciaire
- NAACP Image Awards 2001 : meilleure actrice dans une série télévisée dramatique pour New York - Police judiciaire
- Screen Actors Guild Awards 2001 : meilleure distribution pour une série télévisée dramatique dans New York - Police judiciaire
- Screen Actors Guild Awards 2002 : meilleure distribution pour une série télévisée dramatique dans New York - Police judiciaire
- Screen Actors Guild Awards 2004 : meilleure distribution pour une série télévisée dramatique dans New York - Police judiciaire
- Satellite Awards 2005 : meilleure actrice dans une mini-série ou un téléfilm pour Lackawanna Blues
- Women's Image Network Awards 2005 : meilleure actrice dans une mini-série ou un téléfilm pour Lackawanna Blues
- Film Independent's Spirit Awards 2006 : meilleure actrice pour Lackawanna Blues
- NAMIC Vision Awards 2006 : meilleure interprétation dramatique pour Lackawanna Blues
- NAACP Image Awards 2007 : meilleure actrice dans un second rôle dans une série télévisée dramatique pour New York - Police judiciaire
- NAACP Image Awards 2008 : 
  - Meilleure actrice dans un second rôle dans une série télévisée dramatique pour New York - Police judiciaire
  - Meilleure actrice dans une mini-série ou un téléfilm pour Conséquences
- Gold Derby Awards 2009 : meilleure actrice de la décennie dans une mini-série ou un téléfilm pour Lackawanna Blues
- NAACP Image Awards 2009 : meilleure actrice dans un second rôle dans une série télévisée dramatique pour New York - Police judiciaire
- Black Reel Awards 2013 : meilleur documentaire pour The Contradictions of Fair Hope, nomination partagée avec Rockell Metcalf